# (3316) Herzberg
(3316) Herzberg es un asteroide perteneciente al cinturón de asteroides, descubierto el 6 de febrero de 1984 por Edward Bowell desde la Estación Anderson Mesa (condado de Coconino, cerca de Flagstaff, Arizona, Estados Unidos).

## Designación y nombre
Designado provisionalmente como 1984 CN1. Fue nombrado Herzberg en honor al físico y químico alemán canadiense Gerhard Herzberg.